# Paola Levi-Montalcini

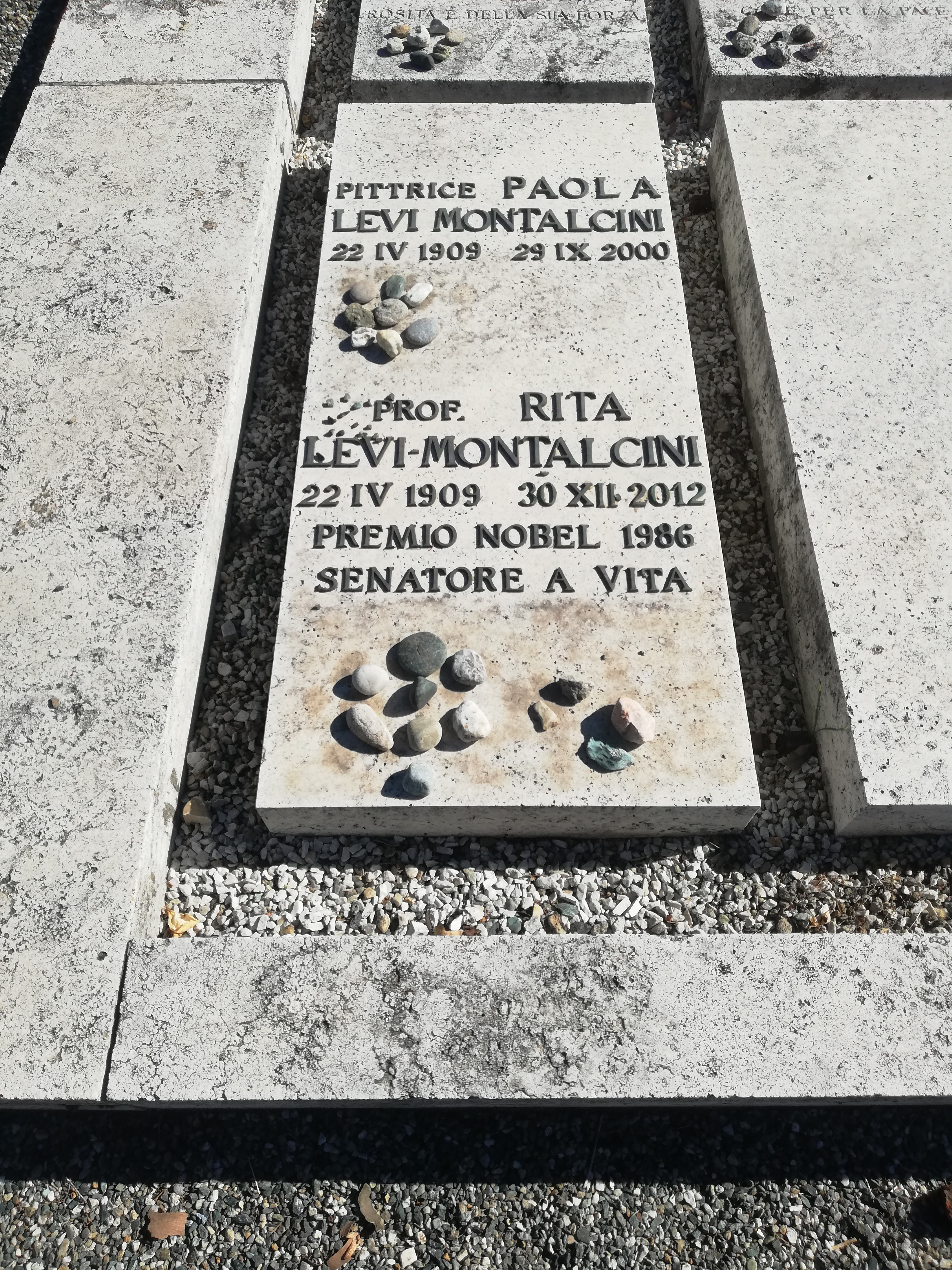
Grabstein der Schwestern Paola und Rita Levi-Montalcini auf dem Monumentalfriedhof von Turin. Zu sehen sind auch Kieselsteine, die nach jüdischer Tradition auf dem Grabstein zurückgelassen wurden. Foto aufgenommen während des Europäischen Tages der jüdischen Kultur 2022

Paola Levi-Montalcini (* 22. April 1909 in Turin; † 29. September 2000 in Rom) war eine italienische Malerin.

## Leben und Werk
Levi-Montalcini war eines von vier Kindern einer sephardischen Familie, des Mathematikers Adamo Levi und seiner Frau Adele Montalcini. Ihre Zwillingsschwester Rita Levi-Montalcini war 1986 Nobelpreisträgerin für Medizin und ihr Bruder Gino Levi-Montalcini wurde Ingenieur und Architekt. Nach dem Besuch des Mädchengymnasiums studierte sie im Atelier von Felice Casorati, wo sie bereits 1928 ihre eigenen Gemälde, neben denen von Casorati und anderer Schüler ausstellen konnte. In der Schule selbst kam sie mit Künstlern wie Albino Galvano, Nella Marchesini, Lalla Romano, Marisa Mori und Giorgina Lattes in Kontakt, mit denen sie Beziehungen aufbaute, die über die Jahre andauern sollten.
Nach der Verabschiedung der Italienischen Rassengesetze durch das faschistische Regime von 1938 bestieg sie im Oktober 1943 mit ihrer Zwillingsschwester Rita in Turin einen Zug nach Florenz. Dort fanden sie und ihre Geschwister 10 Monate Zuflucht und Hilfe bei der Malerin Marisa Mori.

## Nachkriegszeit in Florenz, Turin, Paris und Rom
Unmittelbar nach dem Krieg stellte sie 1945 in einer Einzelausstellung in Florenz in der Galerie Il Fiore aus. 1946 kehrte sie nach Turin zurück, wo sie nach einer Zeit völliger Inaktivität ihre Bildforschung wieder aufnahm und sich mehr und mehr der Verwendung einer abstrakten Sprache zuwandte. Sie nahm den abstrakten Expressionismus an und gab die figurative Kunst auf, in einer fortschreitenden Befreiung von der Oberfläche.
1948 gehörte sie der Turiner Gruppe Movimento Arte Concreta (MAC) an und die endgültige Abkehr von der Figuration erfolgte um 1949, als sie sich den konkretistischen Erfahrungen annäherte. Zu den bedeutendsten Werken dieser Zeit gehören Incastri und The walking city, die 1953 auf der Ausstellung „France-Italy“ in Turin präsentiert wurden.
Der Weg in der abstrakten Kunst setzte sich zwischen 1953 und 1954 mit der Temperaserie Lettere e Vasi fort, in der sich der kreative Akt auf die Ausarbeitung einer Sprache aus Zeichen konzentriert, die als Buchstaben gelten, um die tiefgründigen Zusammenhänge zu erforschen zwischen dem Zeichen selbst und seiner Bedeutung und stellt sich damit in ein dem Surrealismus zuzurechnendes Forschungsfeld.
Im Frühjahr 1956 zog sie nach Paris, wo sie im Atelier 17 die innovativen Gravurtechniken von Stanley William Hayter erlernte. Zurück in Turin verlagerte sich ihre Aufmerksamkeit zunehmend vom Ausdruckspotential des Zeichens auf das der Geste.
In den frühen 1960er Jahren begann sie sich regelmäßig in Rom aufzuhalten, wohin ihre Schwester damals aus den Vereinigten Staaten zurückgekehrt war und dort lebte. In denselben Jahren erarbeitete sie Werke von Dias aus verschiedenen Städten, experimentierte mit neuen Techniken und der Verwendung verschiedener und für sie ungewöhnlicher Materialien, wie Fotofilm. Sie erstellte Collagen auf bemalten oder siebgedruckten Leinwänden, von denen sie einige 1965 auf der IX. Quadriennale in Rom ausstellte.
Nach der Flutkatastrophe von 1966, die unzählige Kunstwerke in Florenz beschädigte, rief die Regierung von Florenz zu Spenden von Kunstwerken auf. Levi-Montalcini war eine der ersten, die auf den Aufruf des Direktors der Kunstgalerie La Strozzina reagierte und schließlich 247 Künstler zusammenbrachte. Italienbegeisterte Künstler aus Kuba, den Vereinigten Staaten und Polen, unter denen zahlreiche Frauen waren, schenkten der Stadt Werke als Geste der Solidarität.
Zwischen den 1970er und 1980er Jahren widmete sie sich hauptsächlich der grafischen Tätigkeit, fertigte Radierungen auf Kupferplatten und trockene Chalkographien auf weißem Papier an, mit denen sie versuchte, die mathematischen Zusammenhänge der abstrakten Bildsprache zu erforschen. Teile des Zyklus Radierungen auf Kupfer entstanden in den siebziger Jahren des zwanzigsten Jahrhunderts. In dieser Serie kombinierte sie den abstrakten Buchstabencode, der aus alten Schriften und alphabetischen Zeichen verschiedener Kulturen stammt, mit der mathematischen Sprache und geometrischen Formen wie Kurven, Wirbeln und Spiralen. Ein Interesse, das aus den ersten semiotischen Studien entstand, die Levi-Montalcini in den 1950er Jahren begann, und das sie fortan dazu veranlasste, sich mit der Mischung von Buchstaben und Zeichen zu beschäftigen, die als eine einzige Bildsprache verstanden wurden.
Eine Rückbesinnung auf die Dreidimensionalität fand schließlich in den zwischen Ende der 1980er und Anfang der 1990er Jahre entstandenen Skulpturen statt. Zu ihren letzten Werken gehörte der 1992 im Eidos-Verlag (Mailand-Venedig) erschienene Band Discordanze mit einem einleitenden Text ihrer Schwester Rita.
Im Gedenken an ihren Vater gründeten 1992 die beiden Schwestern die Levi-Montalcini-Stiftung, die sich der Aus- und Weiterbildung junger Menschen und der Vergabe von Stipendien an junge afrikanische Studentinnen auf Universitätsniveau widmet, um eine Klasse junger Frauen zu schaffen die eine führende Rolle im wissenschaftlichen und gesellschaftlichen Leben ihres Landes einnehmen.
Nach ihrem Tod am 29. September 2000 schenkte ihre Schwester Rita einen Großteil der Werke der Galleria Nazionale d’Arte Moderna in Rom.
Eine erste systematische wissenschaftliche Erschließung ihres Gesamtwerks erfolgte 2001 mit der Ausstellung Paola L.: Metamorfosi in Rom.

## Auszeichnungen
- 1950: XXV. Preis der Biennale von Venedig
- 1956: Il Fiorino-Preis für Grafik, Florenz
- 1957: Morgan’s Paint Prize, Rimini, Italien
- 1961: Arezzo-Preis, Italien

## Ausstellungen (Auswahl)
- 1929: Galerie Del Bosco, Turin
- 1931: Galerie Milano
- 1947: National Gallery of Modern Art, Rom
- 1948: XXIV. Biennale[9]
- 1958: Städtische Galerie für moderne Kunst, Turin
- 1961: Quadriennale, Rom
- 1965: IX. Quadriennale in Rom
- 1989: Jewish Museum: Gardens and Ghettos, New York City
- 2000: National Institute for Graphics
- 2016: Jüdisches Museum in Rom